# Chumik
Der Chumik ist ein 6754 m hoher Berg im Hauptkamm der Saltoro-Berge, einem Teilgebirge des Karakorumgebirges. 

## Lage
Der Chumik liegt in der umstrittenen Grenzregion zwischen dem pakistanischen Territorium Gilgit-Baltistan (die früheren Nordgebiete) und der indischen Kaschmirregion im Südwesten des Siachengletschers. Die sogenannte „Line of Control“ verläuft wenige Hundert Meter östlich des Berges. Der Berg fällt in allen Richtung auf unter 6000 m ab. Die Nordostflanke wird zum Siachengletscher hin entwässert. Entlang der WNW-Flanke strömt der Chumikgletscher in westlicher Richtung. Von der Südflanke des Chumik fließt ein Gletscher nach Süden und speist den Gyong-Fluss, einen Zufluss des Dansam.
Der Chumik liegt knapp 10 km südlich des K12, der den Dominanz-Bezugspunkt darstellt.

## Besteigungsgeschichte
Es sind keine Besteigungen des Chumik dokumentiert.
Im Juli 1978 versuchte eine japanische Expedition die Besteigung, gab jedoch wegen zu gefährlichem Steinschlag auf. 
Ihre Aufstiegsroute führte vom Chumikgletscher hinauf zum Bergsattel unterhalb des Nordostgrats.